# 2020年東京オリンピックのバレーボール競技・男子アフリカ予選
2020年東京オリンピックのバレーボール競技・男子アフリカ予選（とうきょうオリンピックのバレーボールきょうぎ・だんしアフリカよせん）は、2020年東京オリンピックのバレーボール競技の男子アフリカ予選である。2020年1月にエジプトのカイロで開催された。

## 大会方式
出場4チームが1回戦総当たりを行い、優勝チームに2020年東京オリンピック出場権が与えられる。

## 出場チーム
以下の7チームが出場となった。しかし、後に ニジェールと ボツワナが出場辞退。そして、 ガーナも予選開幕直前に出場辞退した。
- アルジェリア
- エジプト
- ガーナ
- カメルーン
- チュニジア
- ニジェール
- ボツワナ

## 開催地・日程
- 開催地： エジプト・カイロ カイロスタジアム・インドアホール・コンプレックス（英語版）
- 日程：2020年1月7日-11日

## 順位決定方式
各プールの順位は以下のように定める。
1. 勝数の多いチームを上位とする。
2. 勝数が等しい場合は、試合ごとにセットカウントにより与えられる獲得ポイントの多いチームを上位とする。
3. 勝数・獲得ポイントが等しい場合は、セット率（得セット÷失セット）で上位を決める。
4. それでも決着がつかない場合は、得点率（得点÷失点）で上位を決める。
5. それでも決着がつかない場合は、当該チームの対戦成績で1～4の順で比較して上位を決める。

| 獲得ポイント   | 獲得ポイント | 獲得ポイント |
| セットカウント | 勝利         | 敗戦         |
| -------------- | ------------ | ------------ |
| 3-0            | 3            | 0            |
| 3-1            | 3            | 0            |
| 3-2            | 2            | 1            |

## 試合結果
試合開始時間はそれぞれ現地時間。
|  | 2020年東京オリンピック出場 |

|      |              | 試合 | 試合 | Pts | セット | セット | セット   | 得点 | 得点 | 得点   |
| 順位 | チーム       | 勝   | 敗   | Pts | 得     | 失     | セット率 | 得点 | 失点 | 得点率 |
| ---- | ------------ | ---- | ---- | --- | ------ | ------ | -------- | ---- | ---- | ------ |
| 1    | チュニジア   | 4    | 0    | 12  | 12     | 1      | 12.000   | 330  | 208  | 1.587  |
| 2    | エジプト     | 3    | 1    | 9   | 9      | 4      | 2.250    | 310  | 211  | 1.469  |
| 3    | アルジェリア | 2    | 2    | 6   | 8      | 6      | 1.333    | 316  | 246  | 1.285  |
| 4    | カメルーン   | 1    | 3    | 3   | 3      | 9      | 0.333    | 234  | 225  | 1.040  |
| 5    | ガーナ       | 0    | 4    | 0   | 0      | 12     | 0.000    | 0    | 300  | 0.000  |

出典：FIVB
| 日程    | 開始  |              | 結果 |              | 1set  | 2set  | 3set  | 4set  | 5set | 総得点 | R            |
| ------- | ----- | ------------ | ---- | ------------ | ----- | ----- | ----- | ----- | ---- | ------ | ------------ |
| 1月7日  |       | チュニジア   | 3–0  | ガーナ       | 25–0  | 25–0  | 25–0  |       |      | 75–0   | Match Centre |
| 1月7日  | 20:15 | エジプト     | 3–1  | アルジェリア | 25–18 | 25–17 | 21–25 | 25–20 |      | 96–80  | Match Centre |
| 1月8日  |       | ガーナ       | 0–3  | エジプト     | 0–25  | 0–25  | 0–25  |       |      | 0–75   | Match Centre |
| 1月8日  | 20:00 | カメルーン   | 0–3  | チュニジア   | 20–25 | 20–25 | 18–25 |       |      | 58–75  | Match Centre |
| 1月9日  | 17:00 | カメルーン   | 0–3  | アルジェリア | 16–25 | 16–25 | 17–25 |       |      | 49–75  | Match Centre |
| 1月9日  | 20:00 | エジプト     | 0–3  | チュニジア   | 27–29 | 14–25 | 23–25 |       |      | 64–79  | Match Centre |
| 1月10日 |       | ガーナ       | 0–3  | カメルーン   | 0–25  | 0–25  | 0–25  |       |      | 0–75   | Match Centre |
| 1月10日 | 20:00 | チュニジア   | 3–1  | アルジェリア | 25–17 | 25–23 | 26–28 | 25–18 |      | 101–86 | Match Centre |
| 1月11日 |       | アルジェリア | 3–0  | ガーナ       | 25–0  | 25–0  | 25–0  |       |      | 75–0   | Match Centre |
| 1月11日 | 20:00 | カメルーン   | 0–3  | エジプト     | 16–25 | 18–25 | 18–25 |       |      | 52–75  | Match Centre |

注意事項
- ガーナは予選開幕前に出場辞退したため、全試合不戦勝（全試合0-25、0-25、0-25で敗戦の扱い）とする。
- 1月11日に開催された カメルーン対 エジプトの試合は、FIVB発表の公式スタッツでは、エジプトの各セットの得点が3セットとも24点になっている。本来は25点取らないとセット奪取とはならず、その上、得点詳細の各得点を合計すると75点になるため、ここでは、この試合のエジプトの得点が3セットとも25点であるものとし、勝敗表もそれを反映したものとする。

## 最終順位
| 順位 | チーム       |
| ---- | ------------ |
| 1    | チュニジア   |
| 2    | エジプト     |
| 3    | アルジェリア |
| 4    | カメルーン   |
| 5    | ガーナ       |

|  | 2020年東京オリンピック出場 |